# Erker in St. Gallen

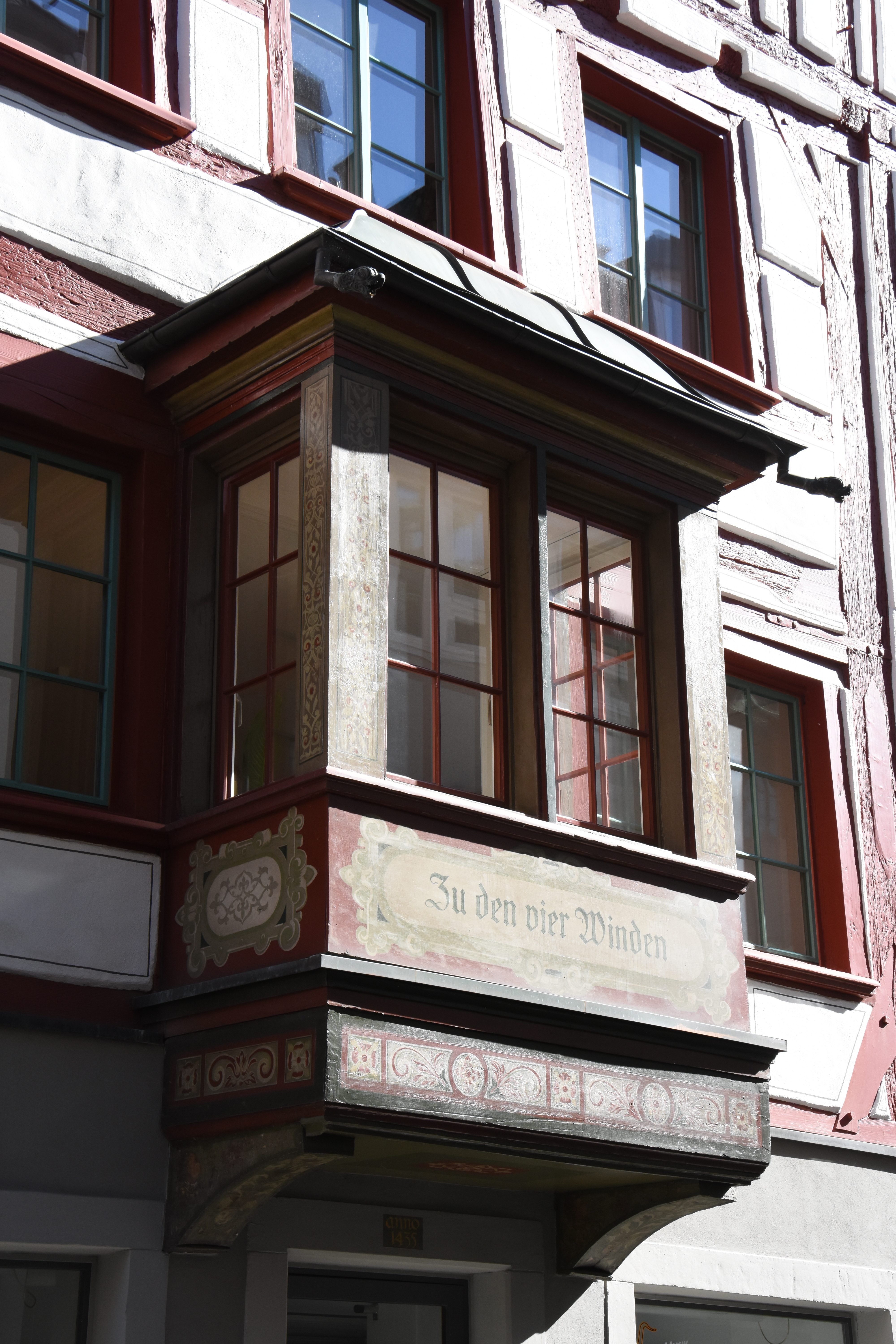
Erker am Haus zu den vier Winden

Die Stadt St. Gallen in der Schweiz ist für ihre vielen Erker bekannt. Allein in der Altstadt finden sich über hundert dieser Vorbauten an Häuserfassaden. Sie dienen seit dem Mittelalter der Vergrösserung des Wohnraumes in oberen Etagen. Die St. Galler Erker sind oft sehr aufwendig gestaltet und verziert, denn sie sollten auch den Reichtum des dort wohnenden Bürgers repräsentieren.

## Erste Phase
Der älteste Erker der Stadt war wahrscheinlich jener des alten Rathauses (gebaut 1563/64, abgerissen 1877). Der Erker im ersten Stockwerk gehörte zum Ratssaal und wurde auch als Bühne für Verkündigungen an die Bürgerschaft verwendet.
Die ältesten privaten Erker in St. Gallen stammen aus dem Anfang des 17. Jahrhunderts. Dies ist der Beginn der Blüte des St. Galler Leinwandhandels, der die Stadt und ihre Handelsleute sehr reich machte. Kaufleute liessen sich prunkvolle Erker an ihre Häuser bauen und zusätzlich oft auch noch kleine Schlösschen in der Umgebung. In der Mitte des 17. Jahrhunderts brach der Leinwandabsatz vorübergehend ein, womit auch die Bautätigkeit zurückhaltender wurde. Der Dreissigjährige Krieg war dem Handel nicht förderlich. Erst gegen Ende des Jahrhunderts blühte das Gewerbe wieder auf. Der letzte Erker dieser ersten Phase ist der 1720 errichtete sogenannte «Kamelerker».

## Zweite Phase
Die zweite Blüte der Stadt St. Gallen und damit auch des Erkerbaus begann etwa um 1900 mit der aufkommenden Baumwollindustrie und der anschliessenden Blüte der St. Galler Stickerei, die die Stadt zu einer der reichsten Europas machen sollte. Zuvor war die Erkerbaukunst und ihre Werke kaum noch beachtet worden, denn um 1840 galten Erker als «Verunzierung» und waren bei Neubauten verboten. Diese zweite Phase von Reichtum und Prunk endete 1914 abrupt mit dem Ausbruch des Ersten Weltkriegs. Das Antlitz der St. Galler Altstadt ist seither nur punktuell verändert worden, so dass viele Erker und Hausfassaden aus dieser Blütezeit der Stickerei stammen.

## Ausgewählte Erker
| Name                 | Beschreibung | Errichtet | Adresse                             | Bild |
| -------------------- | --- | --- | ----------------------------------- | ---- |
| Rathauserker         | Eingeschossiger Erker über dem mittleren Torbogen des alten Rathauses (1564–1877), ursprünglich wohl flankiert von weiteren vorstehenden Fenstern und bunt bemalt und verziert. Auf Darstellungen aus dem 19. Jahrhundert ist nur noch ein relativ schlichter Erker ohne Beiwerk erkennbar. Das Bild ist ein Gemälde des Rathauses von 1711. | Errichtet mit dem Rathaus und auch damit abgebrochen. | Eingang zur Marktgasse, abgebrochen |      |
| Kamelerker           | Zweigeschossiger Holzerker mit kunstvollen Schnitzereien. Letzter Erker der ersten Phase. | 1673 wurde der untere Teil von David Friedrich für das Haus zum Kamel gebaut, 1720 der obere von seinem Sohn Johannes. 1919 abgebaut und eingelagert, erst 1986 am heutigen Standort wieder angebracht, allerdings ohne dem Mittelteil mit den namensgebenden Kamelen (dieser kann im Völkerkundemuseum besichtigt werden) | Spisergasse 22                      |      |
| Zum Granatapfel      | Farbenfroher Holzerker mit menschlichen Büsten in den Säulen, gesäumt von exotischen Früchten | 1676 | Marktgasse 15                       |      |
| Greif                | Eingeschossiger Erker aus Eichen- und Lindenholz, reichhaltig geschnitzt. Die Reliefs in den Brüstungsfeldern zeigen biblische Motive: Den Streit Jakobs mit Gott (1. Mose 32,24–28 ); Elija am Bach Kerit (1 Kön 17,1–6 ); Die Belehrung Jonas (Jona 4,5–6 ); Tobias auf Reisen (Tobit 6,2–6 ). Zwischen den Brüstungsfeldern Löwen, zwischen den Fenstern Frauenfiguren.                                                                       | Das genaue Entstehungsdatum ist unbekannt, wahrscheinlich zweite Hälfte 17. Jahrhundert, da der damalige Eigentümer, Caspar Mennhard (1621–1684), ein sehr reicher Mann gewesen sein muss, was aus Steuerlisten hervorgeht.                                                                                                | Gallusstrasse 22                    |      |
| Holzerker mit Engeln | Reich geschnitzter Erker aus Eichen- und Lindenholz, unter den Fenstern zwei Engel mit diversen Früchten | 1672, restauriert 1971 und 1993 | Gallusstrasse 30                    |      |
| Haus zur Wahrheit    | Einfacher Holzerker mit geschnitzten Konsolen, neuere ornamentale Bemalung | 2. Hälfte 17. Jahrhundert | Gallusstrasse 32                    |      |
| Kugelerker           | Sehr üppig geschnitzter und bemalter Holzerker mit Reliefs. Namensgebend ist die Weltkugel im unteren Teil. Dargestellt werden drei der zwölf Aufgaben des Herakles. Der Erker wird von drei Figuren getragen, Herkules in der Mitte wird von zwei Türken mit Turbanen gesäumt. | 1690 | Kugelgasse 8                        |      |
| Schwanenerker        | Viereckiger, zweistöckiger Erker aus Eichenholz. In den Brüstungsfeldern Schnitzereien von Wasserwesen aus der Griechischen Mythologie: Herakles besiegt Skylla (?), Poseidon auf seinem Meereswagen, u. a. Die Konsole zeigt in der Mitte einen Schwan mit weit ausgebreiteten Flügeln und einer Schlange im Mund, links und rechts Meermänner                                                                                                  | um 1690, möglicherweise in zwei Phasen | Kugelgasse 10                       |      |
| Pelikanerker         | Der Pelikanerker ist zweistöckig aus Holz geschnitzt. Er wird von einem goldenen Pelikan auf dem Kuppeldach überragt, der sich die Brust aufreisst, um seine Jungen mit seinem Blut zu tränken. Sechs Brüstungsfelder – die zwei mittleren und die seitlichen – mit Fruchtdarstellungen. Die übrigen vier Brüstungsfelder zeigen Allegorien auf die damals bekannten vier Erdteile, mit je einem Menschen aus Afrika, Asien, Europa und Amerika. | ca. 1708 | Schmiedgasse 15                     |      |
| Zum liegenden Lamm   | Vermutlich eingeschossiger Steinerker, dessen untere Brüstung ein liegendes Lamm zeigte. Das Haus wurde 1910 umgebaut, dabei gelangte vermutlich eine Darstellung eines Schwans von diesem Erker zum Gasthaus «Zum weissen Schwan». Das Lamm und zwei biblische Darstellungen von Mose am Dornbusch und dem Opfer Abrahams, die sich heute im Treppenhaus des historischen Museums befinden, stammen wohl von diesem Erker.                      | Errichtet um 1710, abgebaut 1910 |                                     |      |